# إي تي إيه أسكون

شعار المجموعة

إي تي أي أسكون مجموعة إماراتية متعددة النشاطات تعتبر من أكبر الشركات العربية. يرجع تأسيس المجموعة، التي تتخذ من دبي مقرا لها، إلى سنة 1973. يتوزع رأسمالها بين مجموعة عبد الله الغرير (51%) وأمانة للاستثمارات التي تتخذ من هونغ كونغ مقرا لها (49%). يشمل نشاط المجموعة عدة قطاعات أهمها: البناء والأشغال العامة، الهندسة، الصناعات الميكانيكية، صناعة الاسمنت، تجارة الملابس، تجارة السيارات، التطوير العقاري. بلغت إيرادات المجموعة سنة 2006 حوالي 4 مليارات وهي تشغل أكثر من 48,000 شخص ولها حضور في 21 بلد. رئيسها هو عبد الله أحمد الغرير ومديرها العام هو سيد صلاح الدين.

## وصلات خارجية
- إي تي أي أسكون